# ポリヘキサニド
ポリヘキサニド（英: polyhexanide）またはポリヘキサメチレンビグアニド（英: polyhexamethylene biguanide, PHMB）は、消毒剤および防腐剤として使用されるポリマーのひとつ。皮膚科用に国際一般名としてはポリヘキサニドと呼ばれ、Lavasept, Serasept, Prontosan, Omnicideなどの商品名で販売されている。緑膿菌、黄色ブドウ球菌、大腸菌、Aspergillus brasiliensis, エンテロコッカス属、肺炎桿菌に対する有効性が示されている。
PHMBを含む製品は、手術間の洗浄、手術前後の皮膚および粘膜の消毒、創傷被覆、surgical bath/hydrotherapy、糖尿病性足潰瘍などの慢性創傷や熱傷などの管理、小切開部に対する定期消毒、カテーテル挿入、応急処置、表面消毒、リネン消毒などに用いられる。PHMB 点眼薬は、アカントアメーバ角膜炎の治療に利用される。
塩素・臭素ベース製品の代替品として、PHMBベースのプール・スパ消毒剤がBaquacilという名称で販売されている。
コンタクトレンズクリーナー、化粧品、体臭防止剤、動物用製品などの中にもPHMBを成分とする製品がある。また、不快臭防止を謳う衣料用処理剤 (Purista) にも含まれる。

## 安全性
2011年、欧州化学機関はPHMBを発がん性カテゴリー2に分類したが、吸入による曝露が起こらない場合は、化粧品への少量使用が許可されている。
2018年、欧州委員会は防腐剤用途のPHMB使用の禁止を決定した。殺藻剤および消毒薬としては現在も使用されている。